# Modello di Babcock
Il modello di Babcock (o modello di Babcock-Leighton) è una formulazione teorica per spiegare le variazioni cicliche del numero delle macchie solari e del campo magnetico del Sole.

## Storia
La moderna comprensione delle macchie solari ha inizio con George Ellery Hale, che nel 1908 scoprì i campi magnetici nelle macchie solari. Hale suggerì per la variazione del numero delle macchie solari un ciclo di 22 anni, che copriva due periodi consecutivi di inversione della polarità del campo di dipolo magnetico del Sole.
Nel 1961, Horace W. Babcock ha proposto un modello qualitativo per la dinamica solare, che prevede una periodicità quasi stazionaria di 22 anni nell'oscillazione del campo magnetico solare. 
Questa oscillazione è conosciuta come ciclo di Babcock-Leighton della dinamo solare, e descrive lo scambio oscillatorio di energia tra la componente poloidale e toroidale del campo di dipolo magnetico del Sole.

## Il ciclo della dinamo di Babcock-Leighton
Il ciclo undecennale delle macchie solari è la metà dei 22 anni del Modello di Babcok del ciclo della dinamo solare, che corrisponde ad uno scambio dell'oscillazione di energia tra il campo magnetico toroidale e poloidale del Sole. In corrispondenza di un massimo solare, il campo magnetico dipolare esterno poloidale è vicino alla forza minima del suo ciclo, mentre il campo quadrupolare toroidale, generato attraverso la rotazione differenziale all'interno della tachocline, è in prossimità della sua massima forza.
A questo punto del ciclo della dinamo, la risalita per galleggiamento all'interno della zona convettiva produce la fuoriuscita del campo magnetico toroidale attraverso la fotosfera, dando origine a una coppia di macchie solari, grossolanamente allineate in senso est-ovest e con polarità magnetiche opposte. La polarità magnetica delle coppie di macchie si alterna ad ogni ciclo solare, fenomeno noto come ciclo di Hale.
Durante la fase declinante di un ciclo solare, l'energia si sposta dal campo magnetico toroidale interno a quello poloidale esterno, e le macchie solari diminuiscono di numero. Al minimo solare, il campo toroidale è al suo minimo, le macchie sono relativamente rare, mentre il campo poloidale è al suo massimo. Nel ciclo undecennale successivo, la rotazione differenziale sposta nuovamente l'energia magnetica dal campo poloidale a quello toroidale, con una polarità che è opposta rispetto al ciclo precedente. Il processo va avanti in continuazione con uno scenario idealmente di 11 anni, che corrispondono all'inversione di polarità del campo magnetico solare.